# Actua Tennis
Actua Tennis est un jeu vidéo de sport (tennis) développé et édité par Gremlin Interactive, sorti en 1998 sur Windows et PlayStation.

## Joueurs
| Joueurs du circuit ATP - Pete Sampras - Petr Korda - Marcelo Ríos - Patrick Rafter - Greg Rusedski - Yevgeny Kafelnikov - Jonas Björkman - Àlex Corretja - Gustavo Kuerten - Karol Kučera - Richard Krajicek - Carlos Moyá - Alberto Berasategui - Michael Chang - Félix Mantilla - Cédric Pioline - Tim Henman - Thomas Enqvist - Andre Agassi - Albert Costa - Goran Ivanišević - Mark Philippoussis - Sergi Bruguera - Thomas Muster - Magnus Gustafsson - Jan Siemerink - Wayne Ferreira - Marc Rosset - Magnus Larsson - Jim Courier - Thomas Johansson - Andrei Medvedev | Joueuses du circuit WTA - Martina Hingis - Lindsay Davenport - Jana Novotná - Amanda Coetzer - Arantxa Sánchez - Monica Seles - Venus Williams - Mary Pierce - Conchita Martínez - Irina Spîrlea - Iva Majoli - Nathalie Tauziat - Sandrine Testud - Dominique van Roost - Anke Huber - Anna Kournikova - Lisa Raymond - Patty Schnyder - Ai Sugiyama - Natasha Zvereva - Mary Joe Fernández - Sabine Appelmans - Ruxandra Dragomir - Yayuk Basuki - Joannette Kruger - Silvia Farina - Brenda Schultz-McCarthy - Barbara Paulus - Henrieta Nagyová - Naoko Sawamatsu - Steffi Graf - Kimberly Po |  |

## Accueil
- Jeuxvideo.com : 8/20 (PS1)[1] - 8/20 (PC)[2]